# Biljača (Bośnia i Hercegowina)
Biljača (cyr. Биљача) – wieś w Bośni i Hercegowinie, w Republice Serbskiej, w gminie Bratunac. W 2013 roku liczyła 211 mieszkańców.